# Palácio de Cristal do Retiro
Levantado em 1887, por motivos da Exposição das Ilhas Filipinas, celebrada esse mesmo ano, o Palácio de Cristal encontra-se situado no Parque Real do Bom Retiro, em Madrid, Espanha.

## Características
Trata-se de uma estufa construída em 1887, com finalidade de cultivo ou manutenção de plantas exóticas. Inicialmente albergou uma exposição de plantas da flora argentina.
O projecto deste edifício foi realizado por Ricardo Velázquez Bosco, tendo a sua planta, a forma de uma cruz grega. Um dos braços dessa cruz, termina por um pórtico em estilo jónico. Os materiais usados na sua construção foram o ferro e cristal. Neste palácio é ainda possível observar cerâmicas da autoria de Daniel Zuloaga.
Actualmente, o Palácio de Cristal está sob a dependência do Ministério da Cultura, apresentando exposições de arte do Museu Nacional Centro de Arte Rainha Sofia.